# Panopeo (mitología)
En la mitología griega, Panopeo (en griego antiguo: Πανοπεύς Panopeús) fue hijo de Foco y Asterodia, hija de Deyón. Fue primo de Aquiles por ser ambos nietos de Éaco. Su hermano gemelo era Criso, y ya ambos se odiaban desde el vientre materno.
Pausanias nos dice que: 

«Asio, el poeta épico, dice que Panopeo y Criso nacieron de Foco, y que de Panopeo nació Epeo, el que fabricó el caballo de madera, según dice Homero. El nieto de Criso fue Pílades, que era hijo de Estrofio, el hijo de Criso y Anaxibia, la hermana de Agamenón».
Pausanias: Descripción de Grecia, II, 29, 4.

Plutarco dice que Panopeo tuvo al menos una hija, Egle, por quien Teseo se consumía terriblemente en el amor. Se le cuenta, según Ovidio, entre los participantes en la expedición de caza del Jabalí de Calidón. Panopeo fue también amigo de Anfitrión, a quien ayudó a vengar de los tafios a los hermanos de su futura esposa: Alcmena. En la campaña contra los tafios, juró por Atenea y Ares que no sustraería nada del botín, pero faltó a su juramento y su perjurio fue castigado en la persona de su hijo, Epeo, quien, en la posterior guerra de Troya, fue mal soldado, pese a ser animoso.
Según cuenta Pausanias en su Descripción de Grecia, Panopeo es epónimo de la ciudad de Fócida llamada asimismo Panopeo.